# Lego Batman: The Video Game
Lego Batman: The Video Game är ett tv-spel som släpptes 1 september 2008 på Nintendo DS och Windows, och 23 september på de andra konsolerna. År 2012 släpptes uppföljaren Lego Batman 2: DC Super Heroes.

## Handling
Lego Batman: The Videogame är det första av Traveller's Tales legospel som bygger på en självständig handling. Till skillnad från tidigare legospel så bygger det mer på begreppet om en franchise i stället för att följa handlingen i en viss film eller en annan berättelse från den. Spelet handlar om att Batman och Robin bekämpar brottsligheten i Gotham City. Batmans farligaste fiender har alla rymt från Arkham Asylum och delat in sig i tre grupper med fem skurkar i varje grupp. Var och en av grupperna leds av en listig skurk med planer att uppnå ett personligt mål.
- Gåtan är ute efter att lägga beslag på stadens besparingar i Gothams guldreserver. Han assisteras av Clayface, Mr Freeze, Poison Ivy och Two-Face.
- Pingvinen planerar att ta kontroll över Gotham genom att använda fjärrstyrda pingvinrobotar. Han assisteras av Bane, Killer Croc, Man-Bat och Catwoman.
- Jokern har avsikt att spränga katedralen och sprida sin dödliga lustgas över hela Gotham. Han assisteras av Hattmakaren, Harley Quinn, Fågelskrämman och Killer Moth.

Varje grupp åtföljs av hundratals ligister som stjäl under deras order. Varje gruppmedlem har också en specifik uppsättning av undersåtar som är anpassade till deras brott.
Skurkuppdragen visar främst hur skurkarna inrättar sina planer, medan hjältarna visar öden och resultaten av skurkarna och deras sadistiska planer. Det allmänna mönstret i varje berättelse är att ledarna ofta lämnar sina medarbetare i händerna på Batman eller polisen när deras användning är över. Så småningom förstör Batman och Robin alla deras planer och skickar alla skurkarna tillbaka till Arkham. Gåtan fångas på grund av ledtrådarna han lämnar efter sig, Pingvinens robotar och utrustning förstörs, och Jokern lyckas inte detonera bomberna. De sista scenerna visar att de flesta skurkarna är belåtna att vara tillbaka i Arkham, förutom Jokern, Pingvinen och Gåtan, vars planer misslyckades.
Batman och Robin flyger över Gotham ännu en gång för att göra sig säkra på att staden är säker. Spelet slutar.